# Wolf Hagemann
Wolf Hagemann (Glashütte, 20 luglio 1898 – Murnau am Staffelsee, 12 settembre 1983) è stato un generale tedesco della Wehrmacht durante la seconda guerra mondiale.

## Biografia
Hagemann entrò nell'accademia militare dell'esercito imperiale tedesco nel 1916 e dal 22 marzo di quello stesso anno venne assegnato al 7º reggimento di granatieri. Il 5 luglio 1916, venne promosso tenente e venne assegnato al 38º reggimento di fucilieri col quale combatté, durante la prima guerra mondiale, venendo ferito.
Dopo la fine del primo conflitto, continuò il proprio servizio nel Reichswehr dal maggio del 1919 come comandante di una compagnia del 92º reggimento di fanteria. Dal 1º aprile 1938, Hagemann venne creato maggiore e posto alla guida del 139º reggimento di fanteria.
A partire dal 1º settembre 1939, Hagemann si unì alla 3ª divisione di montagna nell'offensiva della Wehrmacht in Polonia. La divisione di cui era parte venne quindi trasferita sul fronte occidentale ed assegnata alla 16ª armata e poi nuovamente trasferita a Hunsrück. Il 1º marzo 1940, Hagemann venne promosso tenente colonnello. Con i suoi uomini, Hagemann si portò in Norvegia insieme al XXI gruppo d'armata dal 9 aprile 1940 e combatté nella zona di Narvik sotto il comando del tenente generale Eduard Dietl contro i norvegesi e gli inglesi fino al loro ritiro nel maggio / giugno 1940.
Alla fine di agosto del 1940, Hagemann prese un congedo temporaneo e, dopo una breve vacanza, il 20 ottobre 1940 ottenne il comando dei corsi per ufficiali del XVIII distretto militare di Salisburgo. Dal 15 aprile 1941, Hagemann prestò servizio nello staff della missione militare tedesca in Romania, dove il 1º febbraio 1941 venne promosso colonnello. Dal 16 dicembre 1941, Hagemann comandò il 49º reggimento della 28ª divisione di fanteria leggera che fu impiegato in Francia e dal febbraio del 1942 nella guerra contro l'Unione Sovietica; servì sotto Erich von Manstein in Crimea, a Sebastopoli. Il 13 giugno 1942, Hagemann fu ferito e dovette rinunciare alla guida del suo reggimento. Dal 2 novembre 1942, Hagemann diresse il personale della scuola di fanteria dell'esercito a Döberitz, vicino a Berlino. Dall'8 dicembre 1943, Hagemann comandò la 336ª divisione di fanteria che fu schierata in Crimea come parte della 17ª armata sotto il comando del colonnello generale Erwin Jaenecke. Il 1º marzo 1944, Hagemann fu promosso al grado di maggiore generale.
Nei pesanti combattimenti di aprile e maggio 1944, la sua divisione fu distrutta a Sebastopoli e sulla penisola di Chersoneso, ad eccezione di alcune piccole parti che riuscirono a resistere e che riuscirono a fuggire con lui via nave a Costanza in Romania. Hagemann venne nuovamente ferito.
Dal 7 luglio 1944, ottenne il comando della divisione dei Volksgrenadier di recente costituzione, con la quale fu impiegato nella Prussia orientale contro i sovietici con la 2ª armata del colonnello generale Weiss e poi sotto la 4ª armata del generale Friedrich Hoßbach. Il 1º settembre 1944, Hagemann fu promosso tenente generale. Ancor prima che la sua divisione venisse distrutta nel bacino di Heiligenbeil, Hagemann venne trasferito al gruppo d'armate della Vistola dove, dal 1º marzo 1945, gli venne affidato il compito di guidare il corpo dell'Oder. Da questa posizione, Hagemann fu testimone della battaglia di Berlino. Venne quindi nominato comandante del XLVIII. Panzer Corps ma venne catturato poco dopo da un gruppo di soldati americani e deportato negli Stati Uniti come prigioniero di guerra. Venne rilasciato nel 1947 e fece ritorno in Germania, vivendo a Murnau am Staffelsee.